# Iron Ridge
Iron Ridge é uma vila localizada no estado norte-americano de Wisconsin, no Condado de Dodge.

## Demografia
Segundo o censo norte-americano de 2000, a sua população era de 998 habitantes.
Em 2006, foi estimada uma população de 991, um decréscimo de 7 (-0.7%).

## Geografia
De acordo com o United States Census Bureau tem uma área de
1,8 km², dos quais 1,8 km² cobertos por terra e 0,0 km² cobertos por água.

## Localidades na vizinhança
O diagrama seguinte representa as localidades num raio de 16 km ao redor de Iron Ridge.